# Деренік Арцруні
Григор-Деренік Арцруні (*Գրիգոր-Դերենիկ Արծրունի, д/н — 886/887) — 2-й ішхан Васпуракана від 874 до 8886/887 року.

## Життєпис
Походив з династії Арцрунідів. Син ішхана Ашота I. Замолоду разом з батьком боровся проти війська аббасидського халіфату. Брав участь в обороні фортеці Нкан у 852 році, але разом з родиною потрапив у полон. Дереніка відправлено до Саммари, де на той час перебував халіф. Тут він вимушений був перейти в іслам.
У 857 році з метою подальшого послаблення Васпуракану Григора-дереніка призначено одним зі співправителів Васпуракану (разом з його стрийком Гургеном I). Задля зміцнення свого становища оженився на представниці роду Багратуні. Невдовзі Деренік між ними почалася боротьба, яка не припинилася смертю Гургена I, оскільки бойові дії проти Дереніка продовжив його стриєчний брат Гурген Апупелч, який захопив у 862 році того в полон. Завдяки заступництву халіфа аль-Мустаїна Дереніка було звільнено. Після цього він зумів подолати суперника Гургена, відновивши владу в Ванській області.
У 868 році після звільнення батька з полону Григор-Деренік поступився владою. У 874 році після смерті Ашота I влада знову перейшла до Дереніка. Втім, до 878 року вимушений був протистояти швагру Давиду Багратуні, який намагався захопити Васпуракан. Згодом вимушений був боротися проти хойського емірату та свого роду Гагіка Абу-Мірвана. В цій боротьбі наприкінці 886 або на початку 887 року Григор-Деренік загинув. Йому спадкував старший син Ашот-Саргіс Арцруні.

## Родина
Дружина — Софія, донька Ашота Багратуні.
Діти:
- Ашот (874/877—903), ішхан в 886—903 роках
- Хачик-Гагік (879/880—943/944), ішхан з 903 року
- Гурген (883/884—923), ішхан у 903—023 роках
- Софія, дружина Смбата I, нахарара Східного Сюніка
- донька